# Primula blattariformis
Primula blattariformis är en viveväxtart som beskrevs av Adrien René Franchet. Primula blattariformis ingår i släktet vivor, och familjen viveväxter. Inga underarter finns listade i Catalogue of Life.